# CANTV
CANTV (BVC: TDV.D) — одна з перших телефонних компаній у Венесуелі, заснована 1930 року. Була повторно націоналізована 2007 року.
Станом на травень 2008 Cantv's обслуговувала 10.1 мільйон мобільних клієнтів, 5.2 мільйони фіксованих абонентів та 1 мільйон інтернет-користувачів.